# Khalsa

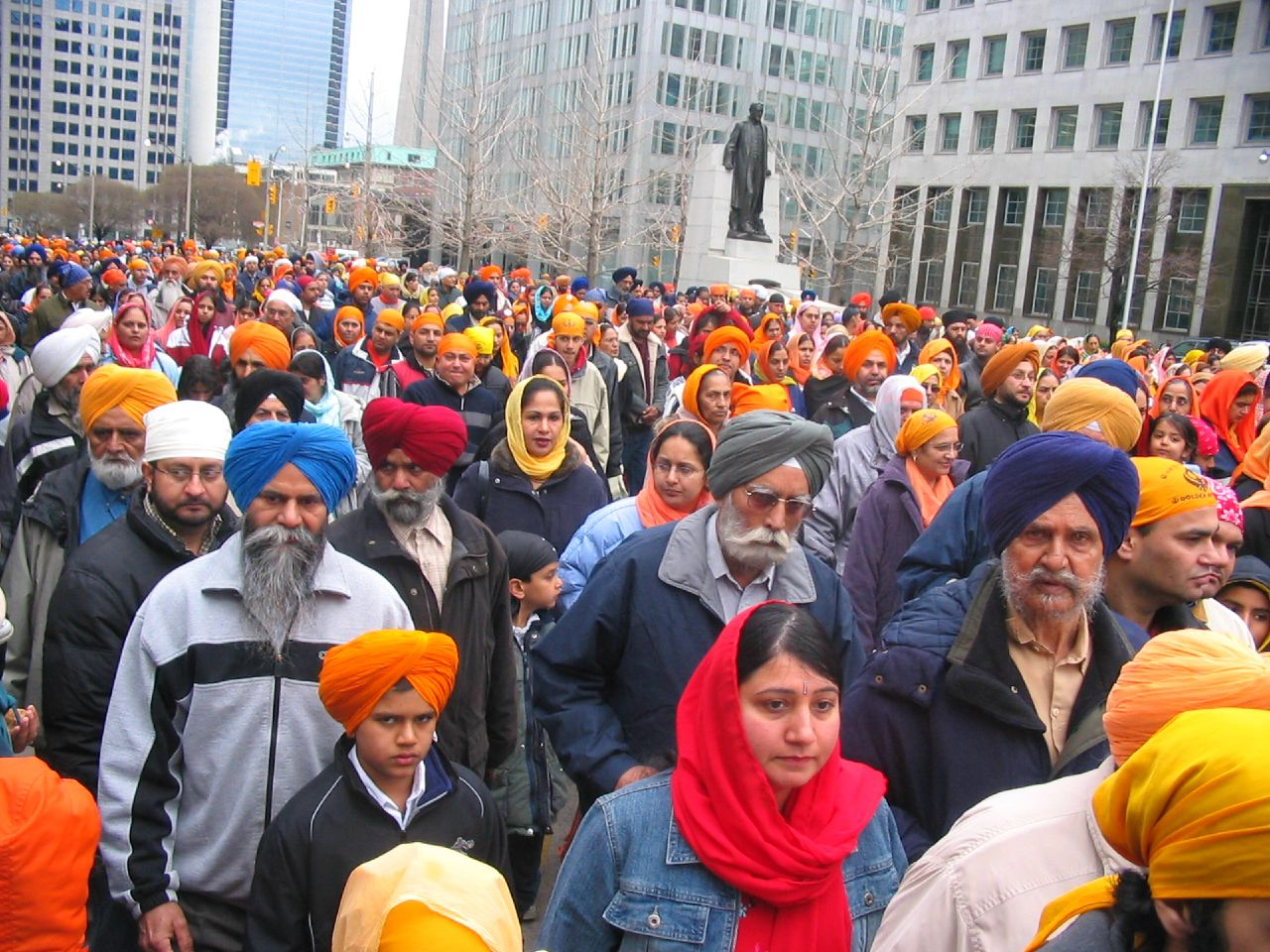
Parada z okazji Khalsa Day

Khalsa (z arabskiego: خالصة xālisa "czysty", "oddany") – wspólnota sikhów, którzy przeszli inicjację, noszą przy sobie jako oznakę przynależności pięć przedmiotów na K i noszą przydomek Singh lub Kaur. Khalsę założył dziesiąty guru sikhów Guru Gobind Singh w roku 1699 początkowo jako zakon wojskowy mający bronić sikhów przed prześladowaniami ze strony muzułmanów.